# Yusuf Otubanjo
Yusuf Otubanjo (* 12. September 1992 in Ijebu-Ode) ist ein nigerianischer Fußballspieler.

## Karriere

### Verein
Otubanjo begann seine Karriere in der Emmanuel Amunike Academy, eine Fußballschmiede für talentierte Nigerianer unter der Federführung des ehemaligen nigerianischen Nationalspielers Emmanuel Amunike. 2009 wechselte er zu Julius Berger FC, den er gleich darauf Richtung Gateway FC Abeokuta verließ. Nach nur einer Saison beim Gateway FC wechselte der Stürmer zum Crown FC.
2011 wagte Otubanjo den Sprung nach Europa und wechselte nach Spanien zur C-Mannschaft von Atlético Madrid. Nach wiederum nur einem Jahr verließ er die Iberische Halbinsel und ging nach Österreich zum FC Red Bull Salzburg. Sein Debüt in der höchsten österreichischen Spielklasse gab der Nigerianer unter Trainer Roger Schmidt am 8. Dezember 2012 gegen den SK Sturm Graz. Er wurde in der 77. Minute für den Norweger Håvard Nielsen eingewechselt. Das Spiel in der Grazer UPC Arena endete 1:1 unentschieden. Nach nur einem Spiel bei den Bullen wechselte er im Winter 2013 leihweise zum FC Pasching in die Regionalliga Mitte. Nach seiner Rückkehr nach Wals-Siezenheim lief sein Vertrag aus und er wurde vereinslos. Im Januar 2015 wechselte er zum FC Blau-Weiß Linz in die Regionalliga Mitte.
Zur Saison 2016/17 wechselte er in die Slowakei zum MŠK Žilina. Im Februar 2018 kehrte er nach Österreich zurück, wo er an den Bundesligisten SCR Altach verliehen wurde.
Nach dem Ende der Leihe wechselte er zur Saison 2018/19 zum LASK, bei dem er einen bis Juni 2021 laufenden Vertrag erhielt. Für den LASK kam er zu 21 Bundesligaeinsätzen, in denen er zwei Tore erzielte. Im Januar 2020 wechselte er nach Armenien zum FC Ararat-Armenia.

### Nationalmannschaft
International nahm Otubanjo an der U-17-Fußball-Weltmeisterschaft 2009 teil. Er wurde gegen die neuseeländische U-17 im Achtelfinale und im Finale gegen die Schweizer U-17 jeweils eingewechselt. Schweiz gewann das Finale im Abuja National Stadion durch ein Tor von Haris Seferović 1:0. Nigeria wurde mit Otubanjo U-17-Vizeweltmeister.